# Cryptopygus badasa
Cryptopygus badasa är en urinsektsart som beskrevs av Penelope Greenslade 1995. Cryptopygus badasa ingår i släktet Cryptopygus och familjen Isotomidae. Inga underarter finns listade i Catalogue of Life.